# In der Hardt
In der Hardt ist ein Weiler im Wuppertaler Wohnquartier Herbringhausen im Stadtbezirk Langerfeld-Beyenburg. 

## Geografie

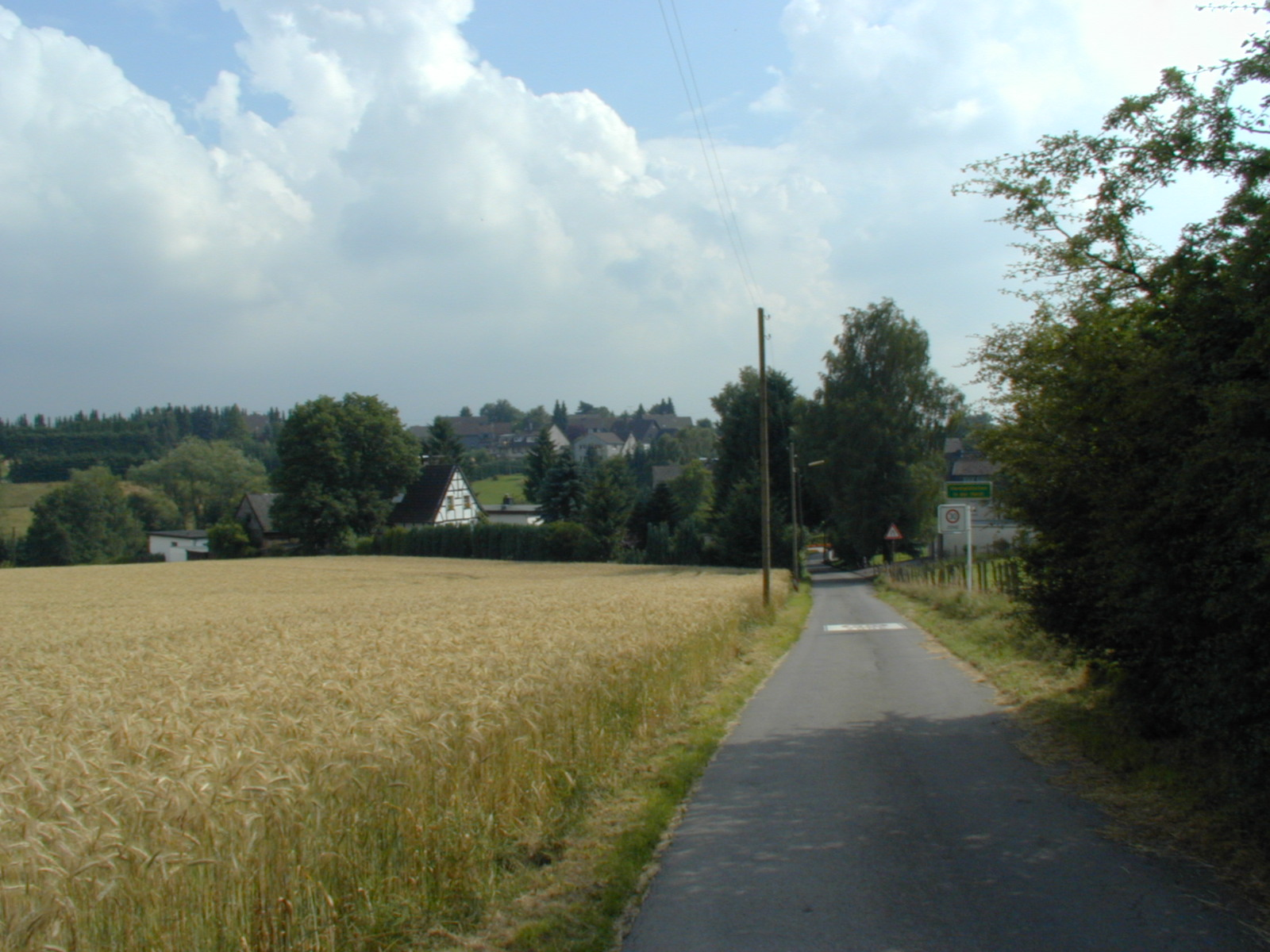
In der Hardt von Norden

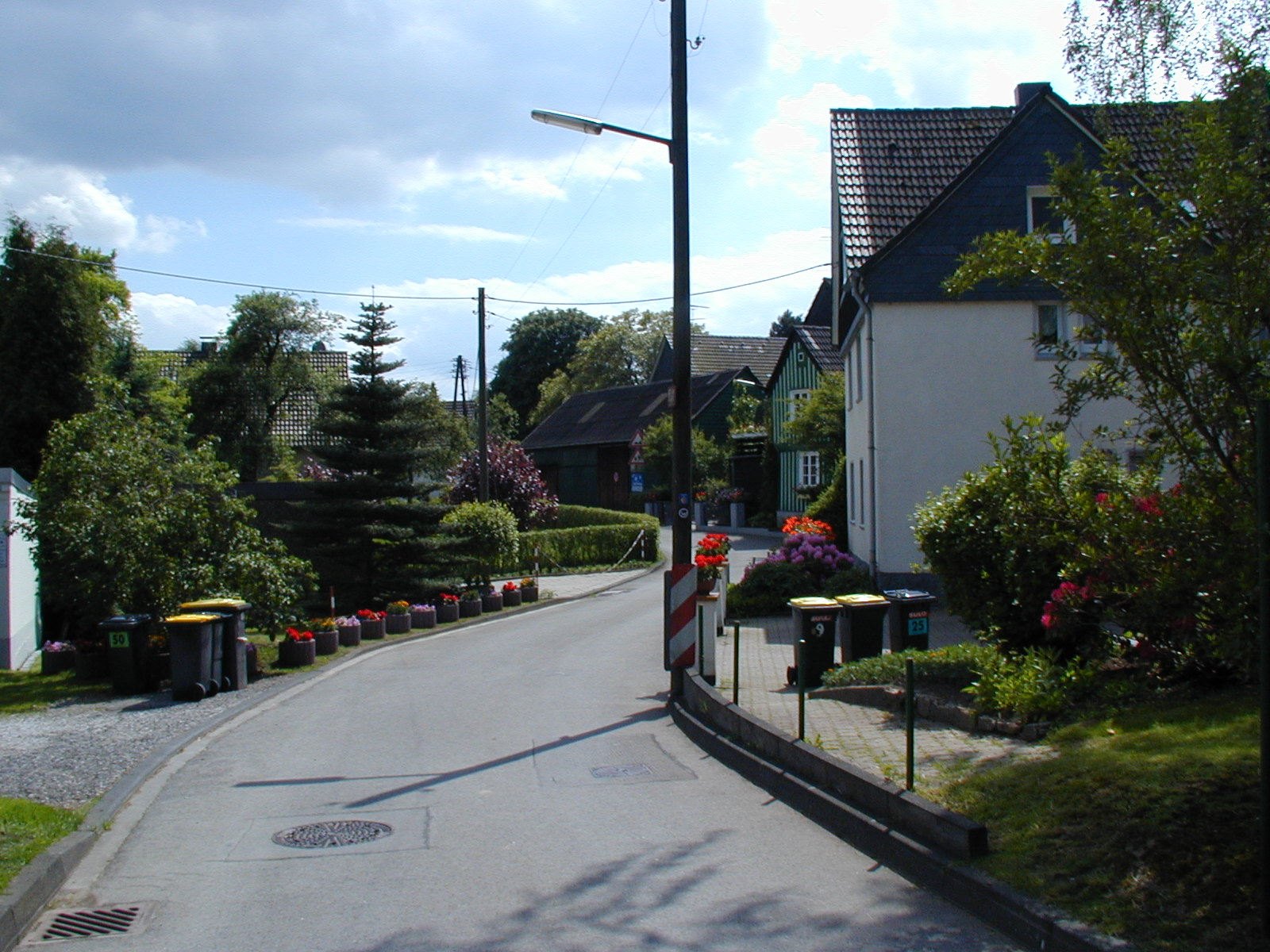
Straßenansicht in In der Hardt

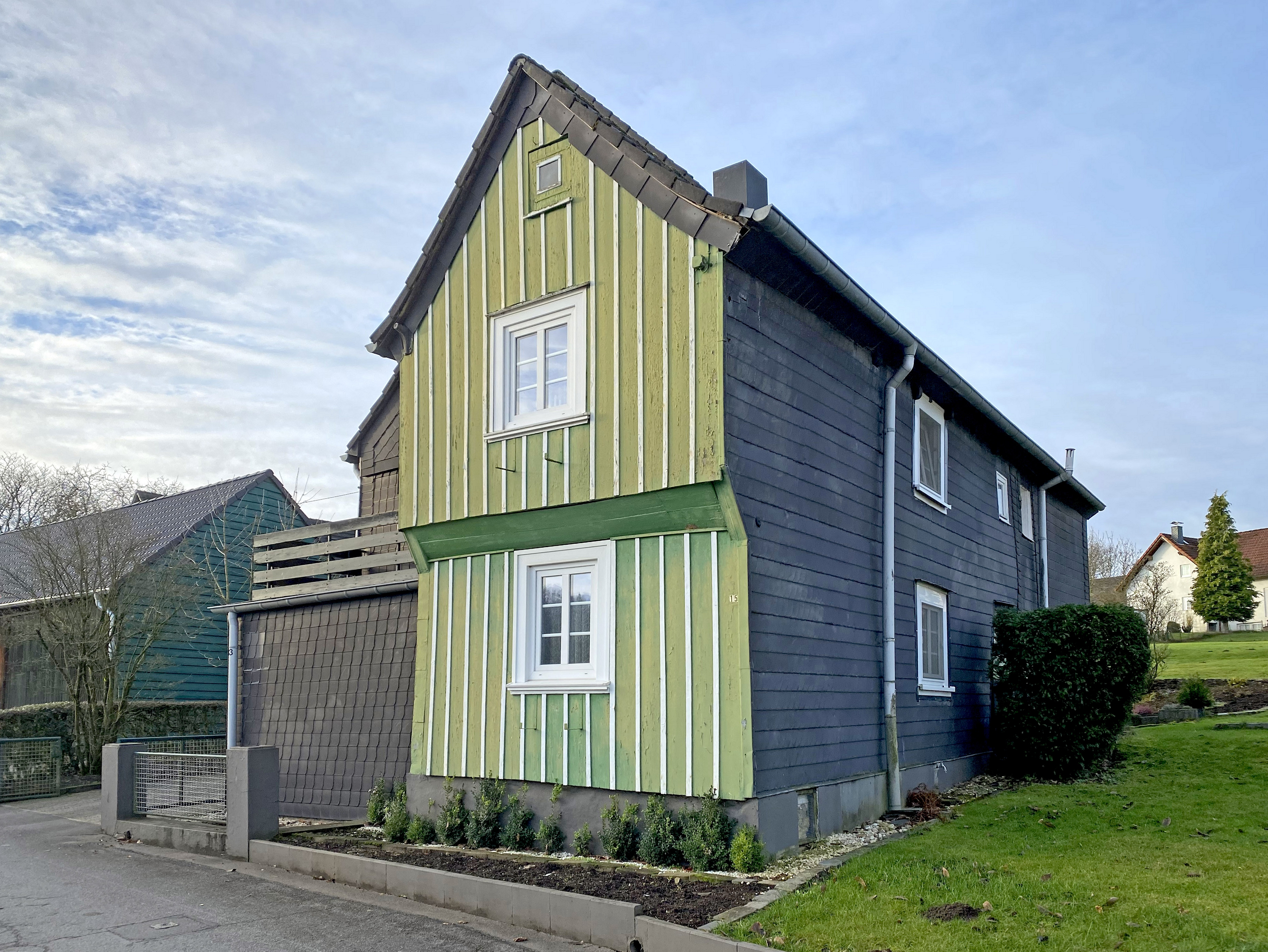
Markantes Haus In der Hardt 15

Der von agrarisch genutzten Flächen umgebene Ort liegt auf 320 m ü. NHN nördlich von Frielinghausen. Im Osten des Weilers beginnt ein Waldgebiet, das sich zum Tal der nahen Wupper erstreckt. Über die am Ort vorbeiführenden Landesstraßen 411 und 81 ist der Weiler verkehrstechnisch gut erschlossen. Der Hardtbach, ein Zufluss der Wupper, entspringt im Ort, der eine hohe Zahl an modernen Einfamilienhäusern aufweist. Mit der westlich gelegenen Ortslage Hardtplätzchen bildet In der Hardt einen beinahe zusammenhängenden Siedlungsbereich. Südöstlich von dem Ort befindet sich die Ortslage Hardtbacher Höhe.
Zu den ortsansässigen Gewerbebetrieben zählen eine Baumschule. Der Ast Beyenburg-Köln des Rheinischen Jacobsweg und der Wuppertaler Rundweg durchqueren den Ort.

## Geschichte
Im Mittelalter gehörte das erstmals 1502 als Hardtbach urkundlich erwähnte In der Hardt neben 15 weiteren Höfen zur Honschaft Walbrecken im Kirchspiel Lüttringhausen des Amtes Beyenburg. 1547 ist in einer Liste der Hand- und Spanndienste eine Wohnstätte belegt. 1715 wird der Weiler auf der Topographia Ducatus Montani als Hart bezeichnet.
1815/16 lebten 42 Einwohner im Ort. 1832 war In der Hardt weiterhin Teil der Honschaft Walbrecken, die nun der Bürgermeisterei Lüttringhausen angehörte. Der laut der Statistik und Topographie des Regierungsbezirks Düsseldorf als Weiler bezeichnete Ort besaß zu dieser Zeit sieben Wohnhäuser und fünf landwirtschaftliche. Zu dieser Zeit lebten 44 Einwohner im Ort, alle evangelischen Glaubens. Im Gemeindelexikon für die Provinz Rheinland von 1888 werden sechs Wohnhäuser mit 57 Einwohnern angegeben.